# Compsa inconstans
Compsa inconstans là một loài bọ cánh cứng trong họ Cerambycidae.